# Monte Santa Vittoria
Il monte Santa Vittoria è una montagna della Sardegna che raggiunge l'altezza di 1.220 metri sul livello del mare. Si trova nel territorio amministrativo del comune di Esterzili. Si erge alla fine del crinale che lo collega al  valico di Arcuerì, nel territorio di Seui. Data la sua posizione particolare (questo crinale è l'estrema propaggine sud del Gennargentu, dal quale è interrotto, insieme al monte Perdedu, dal percorso del Flumendosa) si può avvistare una buona parte del territorio della Sardegna, dal restante Gennargentu, all'Ogliastra ed alle sue coste, fino al Sarrabus-Gerrei e, nelle giornate più limpide, le pianure del cagliaritano e dell'oristanese.
(Alberto La Marmora, Itinéraire de l'île de Sardaigne, Torino, 1860)